# Wahlkreis Paisley South (Schottisches Parlament)
| Paisley South                    |
| -------------------------------- |
| Paisley South · West of Scotland |
| Gebildet                         |
| 1999                             |
| Abgeschafft                      |
| 2011                             |
| Regionen                         |
| Renfrewshire                     |

Paisley South war ein Wahlkreis für das Schottische Parlament. Er wurde 1999 als einer von neun Wahlkreisen der Wahlregion West of Scotland eingeführt, die im Zuge der Revision der Wahlkreise im Jahre 2011 neu zugeschnitten und in West Scotland umbenannt wurde. Hierbei wurde der Wahlkreis Paisley South abgeschafft. Er umfasste die südlichen Stadtteile von Paisley und die Städte Johnstone, Elderslie sowie weitere Teile der Council Area Renfrewshire. Das Gebiet ist im Wesentlichen in dem neuen Wahlkreis Paisley aufgegangen. Bei Zensuserhebung 2001 lebten insgesamt 67.008 Personen innerhalb seiner Grenzen. Der Wahlkreis entsandte einen Abgeordneten.

## Wahlergebnisse

### Parlamentswahl 1999
| Ergebnisse der Parlamentswahl 1999 | Ergebnisse der Parlamentswahl 1999 | Ergebnisse der Parlamentswahl 1999 | Ergebnisse der Parlamentswahl 1999 |
| Partei                             | Kandidat                           | Stimmen                            | %                                  |
| ---------------------------------- | ---------------------------------- | ---------------------------------- | ---------------------------------- |
| Labour                             | Hugh Henry                         | 13.899                             | 45,3                               |
| SNP                                | Bill Martin                        | 9404                               | 30,7                               |
| Liberal Democrats                  | Stuart Callison                    | 2974                               | 9,7                                |
| Conservative                       | Shiela Laidlaw                     | 2433                               | 7,9                                |
| Parteilos                          | Paul Mack                          | 1273                               | 4,2                                |
| Socialist Workers                  | Jackie Forrest                     | 673                                | 2,2                                |
| Wahlbeteiligung: 30.656 (57,15 %)  |                                    |                                    |                                    |

### Parlamentswahl 2003
| Ergebnisse der Parlamentswahl 2003 | Ergebnisse der Parlamentswahl 2003 | Ergebnisse der Parlamentswahl 2003 | Ergebnisse der Parlamentswahl 2003 | Ergebnisse der Parlamentswahl 2003 |
| Partei                             | Kandidat                           | Stimmen                            | %                                  | ±                                  |
| ---------------------------------- | ---------------------------------- | ---------------------------------- | ---------------------------------- | ---------------------------------- |
| Labour                             | Hugh Henry                         | 10.190                             | 40,8                               | −4,7                               |
| SNP                                | Bill Martin                        | 7737                               | 31,0                               | +0,3                               |
| Liberal Democrats                  | Eileen McCartin                    | 3517                               | 14,1                               | +4,4                               |
| Conservative                       | Mark Jones                         | 1775                               | 7,1                                | −0,8                               |
| Socialist                          | Frances Curran                     | 1765                               | 7,1                                | +7,1                               |
| Wahlbeteiligung: 24.984 (50,15 %)  |                                    |                                    |                                    |                                    |

### Parlamentswahl 2007
| Ergebnisse der Parlamentswahl 2007 | Ergebnisse der Parlamentswahl 2007 | Ergebnisse der Parlamentswahl 2007 | Ergebnisse der Parlamentswahl 2007 | Ergebnisse der Parlamentswahl 2007 |
| Partei                             | Kandidat                           | Stimmen                            | %                                  | ±                                  |
| ---------------------------------- | ---------------------------------- | ---------------------------------- | ---------------------------------- | ---------------------------------- |
| Labour                             | Hugh Henry                         | 12.123                             | 47,5                               | +6,7                               |
| SNP                                | Fiona McLeod                       | 7893                               | 30,9                               | −0,1                               |
| Liberal Democrats                  | Eileen McCartin                    | 3434                               | 13,4                               | −0,7                               |
| Conservative                       | Tom Begg                           | 2077                               | 8,1                                | +1,0                               |
| Wahlbeteiligung: 25.527 (51,91 %)  |                                    |                                    |                                    |                                    |